# 特科瓦斯龙属
特科瓦斯龙（學名：Tecovasaurus）是羊膜動物的一屬，生存於三疊紀晚期的北美洲。但其分類位置不明，可能是主龍形類爬行動物、或合弓綱的橫齒獸科。特科瓦斯龙的化石只有牙齒。最初被描述為原始鳥臀目恐龍，近年先被分類到主龍形類的分類未定屬，之後被發現牙齒跟橫齒獸科有高度相似處，例如：近三角形齒冠、加大的鋸齒邊緣、牙齒位於齒槽。另有研究人員指出，根據地理分布，特髏龍比較可能屬於主龍形類，而非較侷限性的橫齒獸科。牠的屬名是以其正模標本的發現地層為名，就是美國德克薩斯州及亞利桑那州的特科瓦斯組（Tecovas Formation）。

## 外部連結
- 恐龍名稱翻譯及讀音
- 恐龍博物館──特髏龍